# メガネバスター
メガネバスターは、株式会社アムザックが運営するメガネチェーンストアである。主に3980円、4980円、9980円の3プライスで、自社開発製品や各種ブランドメガネ等を販売している。
国内外に18店舗を展開しているが閉店が相次ぎ、アムザックは倒産してチェーンの体を成さず、店名は変更せず各店舗ごとに運営されている。

## 店舗が所在する都道府県
- 北海道　旭川店（休業中）
- 岩手県　盛岡店(閉店) 宮古店(閉店)
- 東京都　上野店 人形町店(閉店) 岩本町店（休業中）
- 千葉県　木更津店
- 神奈川県　辻堂店 関内店
- 長野県　松本店
- 山口県　宇部店 山口店
- 愛媛県　平和通店　平井店
- 沖縄県　 沖縄宮里店 沖縄那覇店
- 海外 ハワイ店 カイルア店